# Juan José Campanella
Juan José Campanella, född 1959, är en argentinsk filmregissör. Hans stora internationella genombrott var filmen Hemligheten i deras ögon, som vann en Oscar för bästa internationella långfilm. Han har utöver det regisserat avsnitt i åtskilliga teveserier, däribland Law & Order: Special Victims Unit och House.

## Filmografi (i urval)
- 2001 – Brudens son
- 2009 – Hemligheten i deras ögon